# Бисер Бојане
Бисер Бојане је играни филм из 2017. године снимљен у копродукцији Србије и Црне Горе. Филм је режирао Милан Караџић, по сценарију који је урадио заједно са Владимиром Ђурђевићем, Стеваном Копривицом и Бојаном Бабић.
Филм је своју премијеру имао 15. фебруара 2017. године у Србији, а 3. марта 2017. године у Црној Гори.

## О филму
Ђорђе Поповић (Славен Дошло), млади лекар из Београда, добија анонимни позив да упозна оца. У том тренутку Ђорђе верује да му је отац мртав, али ипак одлучује да се упусти у потрагу за сопственим идентитетом. Он одлази у Црну Гору и успут упознаје Лолу (Вања Ненадић), младу кајтерку и ћерку полицијског инспектора, која путује на Аду Бојану. 
Никола Поповић (Милутин Мима Караџић), након вишегодишње робије излази из затвора у Трсту и одлази на кратко у Црну Гору, по сакривене дијаманте, давно опљачкане у европским јувелирницама. Николу очекује "врућ" дочек полиције и бивших партнера заинтересованих за дијаманте, спреман је на све али не и на сусрет са сином након двадесетпет година. Са друге стране, Ђорђе, који очекује сусрет са оцем, не очекује да ће му се на овом путовању догодити љубав.
Никола се не сналази у улози оца и жели што пре да се врати у Трст, да се врати старом начину живота. Сплет догађаја, каламбур током јурњаве за дијамантима, а посебно љубав према сину, ће пресудно утицати да Никола остане на Ади Бојани и започне нови живот.

## Улоге
| Глумац               | Улога          |
| -------------------- | -------------- |
| Славен Дошло         | Ђорђе Поповић  |
| Милутин Мима Караџић | Никола Поповић |
| Вања Ненадић         | Лола           |
| Андрија Милошевић    | Mатија         |
| Христина Поповић     | Сандра         |
| Младен Нелевић       | Рајко          |
| Миодраг Крстовић     | Роки           |
| Мира Бањац           | Емилија        |
| Дубравка Дракић      | Зорка          |
| Емир Ћатовић         | Ђовани         |
| Душан Ковачевић      | Мићун          |
| Енвер Петровци       | професор Агрон |
| Мирко Влаховић       | Шефкет         |
| Оливера Бацић        | Бојана         |
| Никола Шоћ           | Гоша           |
| Војислав Кривокапић  | Рако           |
| Момо Пићурић         | Обрен          |
| Андреа Мугоша        | Јована         |
| Сања Радиновић       | Тамара         |
| Владимир Керкез      | доктор Драго   |
| Ања Мит              | сестра Ивана   |